# 无井子泡子
无井子泡子是一个位于中国吉林省松原市的湖泊，面积约为5.46平方千米，属于东北平原。它的一级流域为黑龙江流域，二级流域为松花江水系。